# (15719) 1990 CF
1990 سي أف (ويعرف أيضًا باسم (15719) 1990 سي أف وفق تسمية الكوكب الصغير) (بالإنجليزية: 1990 CF)‏ هو كويكب ضمن حزام الكويكبات؛ وترتيبه 15719 من حيث الاكتشاف.
اكتُشف هذا الجُرم الفلكي بواسطة Atsushi Sugie ‏ في 1 فبراير 1990.

## وصلات خارجية
- (15719) 1990 CF في قاعدة بيانات مختبر الدفع النفاث لأجرام النظام الشمسي الصغيرة

- الاكتشاف · مخطط المدار ·  العناصر المدارية · المعلمات المادية

- (15719) 1990 CF على موقع ويكي سكاي: DSS2, SDSS, GALEX, IRAS, Hydrogen α, X-Ray, Astrophoto, Sky Map, Articles and images